# Perry (Floride)
Pour les articles homonymes, voir Perry.
Perry est une ville et le siège du comté de Taylor, dans la région de Big Bend, en Floride, aux États-Unis

## Démographie
| 1910  | 1920  | 1930  | 1940  | 1950  | 1960  |
| ----- | ----- | ----- | ----- | ----- | ----- |
| 1 012 | 1 956 | 2 744 | 2 668 | 2 797 | 8 030 |

| 1970  | 1980  | 1990  | 2000  | 2010  | - |
| ----- | ----- | ----- | ----- | ----- | - |
| 7 701 | 8 254 | 7 151 | 6 847 | 7 017 | - |

## Personnalités liées à la ville
- LeGarrette Blount, ancien joueur de NFL, évoluant au poste de running back a grandi à Perry

## Source
- (en) Cet article est partiellement ou en totalité issu de l’article de Wikipédia en anglais intitulé « Perry, Florida » (voir la liste des auteurs).